# Edvard Rønning
Edvard Rønning, född 1952 i Trondheim i Norge, är en norsk dramatiker, dramaturg och teaterregissör. Han har en mastersexamen i teater från USA.

## Karriär
Fram till september 2005 ledde Edvard Rønning manuslinjen på Den norske filmskolen i Lillehammer, ett uppdrag han fått 1997. Han har undervisat i film och teater på Norges teknisk-naturvitenskapelige universitet, och var där professor i dramaturgi i tio år. Han har varit dramaturg på Trøndelag Teater och på Norsk Rikskringkasting. Han har hållit kurser, både i Norge och utomlands, i praktisk manusskrivning. Han var med om att starta manusutvecklingen på Statens Studiesenter for film, numera Filmutviklingen. Han har jobbat som konsult för Audiovisuelt produksjonsfond, Nordisk film og TV-fond, samt en rad producenter och regissörer.

## Produktion
- Septemberkvinnen (?)
- I døde menns kjølevann (?)
- Adrian (1983)
- Store lille Otto (1984)
- Snu på skillingen (1984)
- Trøndersodd (1985)
- Søndags-Nielsen (1987)
- An-Magritt (1988)
- Vi gaar i hjorten (1989)
- Jenta mi (1989)
- Himmelplaneten (1989)
- Pappa Bues flyttedag (1990)
- Munken (1991)
- Jordens hjerte (1993)
- Danseskolen (1994)
- Brooklyn (1997)
- Flettfrid tar saken (1999)
- Mogue (2000)
- Tigrene tar avspark (2001)
- En kjernesunn død (2001)
- Olav the Raindeer (2003)
- An-Magritt (2004)
- Nabo eller fiende? (2005)
- Korallpalasset (2007)

## Priser och utmärkelser
- Ibsenpriset 1990
- andrapriset i Nationaltheatrets konkurrens i samband med frihetsjubileet.